# Municipalità locale di Saldanha Bay
Saldanha Bay è una municipalità locale (in inglese Saldanha Bay Local Municipality) appartenente alla municipalità distrettuale di West Coast  della  Provincia del Capo Occidentale in Sudafrica. 
In base al censimento del 2001 la sua popolazione è di 70.439 abitanti.
La sede amministrativa e legislativa è la città di Saldanha e il suo territorio si estende su una superficie di 1.765 km² ed è suddiviso in 12 circoscrizioni elettorali (wards). Il suo codice di distretto è WC014.

## Geografia fisica

### Confini
La municipalità locale di Saldanha Bay confina a nord e a ovest con l'Oceano Atlantico, a nord con quella di Bergrivier, a est e a sud con quella di Swartland e a ovest con il District Management Areas WCDMA01.

### Città e comuni
- Britanniabaai
- Hopefield
- Jacobsbaai
- Jutteneiland
- Langebaan
- Langebaanweg
- Malgaseiland
- Marcus Island
- Oudekraalfontein
- Paternoster
- Saldanha
- Skaapeiland
- St. Helenabaai
- Stompneusbaai
- Swartriet
- Vredenburg

### Fiumi
- Great Berg